# Damian Cudlin
Damian Shane Cudlin (Sydney, 19 ottobre 1982) è un pilota motociclistico australiano ritiratosi dall'attività agonistica.
Anche suo fratello, Alex Cudlin, corre come pilota professionista.

## Carriera
A livello nazionale vince il campionato Junior Sidecar australiano nel 1995, per poi vincere nei tre anni successivi il campionato Junior Dirt Track, vincendo nel 1998 anche il campionato Junior Long Track; nel 1999 termina sesto nel campionato australiano 125; nel 2000 si aggiudica il titolo nella Formula Xtreme Privateer e nello stesso anno conclude settimo nella Formula Xtreme; nel 2001 conclude al quinto posto il campionato australiano Superbike.
Nel 2002 partecipa alla prova australiana di Phillip Island del campionato mondiale Supersport con la Yamaha YZF R6 del team Saveko Racing come pilota sostitutivo, ma non termina la gara a causa di un ritiro, quindi non ottiene punti per la classifica piloti.
Nel 2003 termina al nono posto il campionato mondiale Endurance; dopo essere tornato a correre nel 2004 nel campionato australiano Superbike, concludendo sesto, torna a correre in endurance nel 2005, anno in cui conclude quarto; nella stessa specialità è terzo nel 2006 e nel 2007, ottavo nel 2008, anno in cui giunge terzo nel campionato tedesco Supersport IDM; nell'endurance conclude settimo nel 2009.
Nel 2010 corre nella classe Moto2 del motomondiale il Gran Premio di Germania a bordo della Pons Kalex del team Tenerife 40 Pons in sostituzione dell'infortunato Axel Pons, ottenendo nove punti. Nello stesso anno vince con una Yamaha YZF-R6 il campionato tedesco Supersport IDM.
Nel 2011 corre in MotoGP il Gran Premio del Giappone sulla Ducati Desmosedici GP11 del team Pramac Racing in sostituzione dell'infortunato Loris Capirossi. Viene chiamato a correre il Gran Premio d'Australia dal team Mapfre Aspar per sostituire l'infortunato Héctor Barberá, ma non prende parte alla gara a causa di un infortunio rimediato nelle prove libere.
Nel 2012 corre in Moto2 i Gran Premi di Olanda e Germania sulla Bimota HB4 del team Desguaces La Torre SAG in sostituzione di Ángel Rodríguez, senza ottenere piazzamenti a punti. Nel 2013 corre in MotoGP dal Gran Premio d'Aragona sulla PBM 01 del team Paul Bird Motorsport, non ottiene punti. Nel 2015 corre in MotoGP il Gran Premio d'Australia e il Gran Premio della Malesia in sostituzione dell'infortunato Alex De Angelis in sella alla ART del team IodaRacing Project. Non ottiene punti.

## Risultati in gara

### Campionato mondiale Supersport
| 2002 | Moto   |  |     |  |  |  |  |  |  |  |  |  |  |  |  | Punti | Pos. |
| ---- | ------ |  | --- |  |  |  |  |  |  |  |  |  |  |  |  | ----- | ---- |
| 2002 | Yamaha |  | Rit |  |  |  |  |  |  |  |  |  |  |  |  | 0     |      |

| 2013 | Moto  |  |  |  |  |  |  |  |  |  |  |     |  |  |  | Punti | Pos. |
| ---- | ----- |  |  |  |  |  |  |  |  |  |  | --- |  |  |  | ----- | ---- |
| 2013 | Honda |  |  |  |  |  |  |  |  |  |  | Rit |  |  |  | 0     |      |

| Legenda | 1º posto        | 2º posto            | 3º posto           | A punti      | Senza punti        | Grassetto – Pole position Corsivo – Giro più veloce |
| Legenda | Gara non valida | Non qual./Non part. | Ritirato/Non class | Squalificato | '-' Dato non disp. | Grassetto – Pole position Corsivo – Giro più veloce |

### Motomondiale
| 2010 | Classe | Moto       |  |  |  |  |  |  |  |   |    |  |  |  |  |  |  |  |  |  | Punti | Pos. |
| ---- | ------ | ---------- |  |  |  |  |  |  |  | - | -- |  |  |  |  |  |  |  |  |  | ----- | ---- |
| 2010 | Moto2  | Pons Kalex |  |  |  |  |  |  |  | 7 | NE |  |  |  |  |  |  |  |  |  | 9     | 31º  |

| 2011 | Classe | Moto   |  |  |  |  |  |  |  |  |  |  |  |  |  |  |     |    |  |  | Punti | Pos. |
| ---- | ------ | ------ |  |  |  |  |  |  |  |  |  |  |  |  |  |  | --- | -- |  |  | ----- | ---- |
| 2011 | MotoGP | Ducati |  |  |  |  |  |  |  |  |  |  |  |  |  |  | Rit | NP |  |  | 0     |      |

| 2012 | Classe | Moto   |  |  |  |  |  |  |     |    |  |    |  |  |  |  |  |  |  |  | Punti | Pos. |
| ---- | ------ | ------ |  |  |  |  |  |  | --- | -- |  | -- |  |  |  |  |  |  |  |  | ----- | ---- |
| 2012 | Moto2  | Bimota |  |  |  |  |  |  | Rit | 21 |  | NE |  |  |  |  |  |  |  |  | 0     |      |

| 2013 | Classe | Moto |  |  |  |  |  |  |  |  |  |  |  |  |  |     |     |    |    |     | Punti | Pos. |
| ---- | ------ | ---- |  |  |  |  |  |  |  |  |  |  |  |  |  | --- | --- | -- | -- | --- | ----- | ---- |
| 2013 | MotoGP | PBM  |  |  |  |  |  |  |  |  |  |  |  |  |  | Rit | Rit | 21 | 21 | Rit | 0     |      |

| 2015 | Classe | Moto |  |  |  |  |  |  |  |  |  |  |  |  |  |  |  |     |     |  | Punti | Pos. |
| ---- | ------ | ---- |  |  |  |  |  |  |  |  |  |  |  |  |  |  |  | --- | --- |  | ----- | ---- |
| 2015 | MotoGP | ART  |  |  |  |  |  |  |  |  |  |  |  |  |  |  |  | Rit | Rit |  | 0     |      |

| Legenda | 1º posto        | 2º posto            | 3º posto            | A punti      | Senza punti        | Grassetto – Pole position Corsivo – Giro più veloce |
| Legenda | Gara non valida | Non qual./Non part. | Ritirato/Non class. | Squalificato | '-' Dato non disp. | Grassetto – Pole position Corsivo – Giro più veloce |